# Borislav Pekić
Œuvres principales
- Le Pèlerinage d'Arsenije Njegovan (1970)
- La Toison d'or (1978-1986)

Compléments
- Ancien étudiant de la Faculté de philosophie de l'université de Belgrade
- Membre du PEN club
- Membre du Parti démocrate (1989)

Borislav Pekić (en serbe cyrillique : Борислав Пекић ; né le 4 février 1930 à Podgorica et mort le 2 juillet 1992 à Londres) est un écrivain monténégrin. Il est né en 1930 dans une famille aisée du Monténégro, alors membre du royaume de Yougoslavie. De 1945 jusqu'à son départ pour Londres en 1971, il a vécu à Belgrade. Il est considéré comme l'un des plus importants écrivains serbes du XXe siècle. Il a été membre de l'Académie serbe des sciences et des arts.
Parmi ses nombreux romans et nouvelles, citons son œuvre majeure : Zlatno runo [en serbe : Златно руно, "La toison d'or"], composé de 7 volumes écrits de 1978 à 1986, et racontant sur plus de 5 siècles la dynastie d'une famille de négociants aroumains. Cette œuvre immense est en cours de traduction en langue française.

## Biographie
Pekić appartient à une famille de la classe moyenne. Son père, Vojislav D. Pekić, est un haut fonctionnaire du royaume de Yougoslavie et sa mère, Ljubica Petrović, d'origine gréco-aroumaine, professeure. Du fait des obligations de son père, le petit Borislav et toute la famille se déplacent beaucoup. De 1930 à 1941, ils vivent à Podgorica, Novi Bečej, Mrkonjić-grad, Knin et Cetinje. Au début de la Seconde Guerre mondiale, les autorités italiennes d'occupation du Monténégro expulsent la famille de Cetinje vers la Serbie. Les Pekić se réfugient alors dans la propriété maternelle à Bačvanište, dans la province du Banat. Ils ne s'installent à Belgrade qu'en 1945 et c'est là que Borislav termine sa scolarité, au lycée de garçons, en 1948. La même année, il est arrêté en tant que secrétaire politique du Conseil général de l'organisation illégale anticommuniste. Condamné à une peine de 15 ans de travaux forcés qu'il commence à purger au Centre pénitentiaire de Sremska Mitrovica puis à celui de Niš, il est finalement gracié et libéré en 1953.
En sortant de prison, il s'inscrit à la Faculté de philosophie de Belgrade où il étudie la psychologie expérimentale. Il arrête ses études, se marie et, de 1958 à 1964, travaille pour le cinéma en tant que dramaturge et scénariste. Il rédige des scénarios et élabore des mises en scène pour une vingtaine de films yougoslaves et des coproductions. Le film Le 14e jour de Zdravko Velimiroviċ, qui remporte le Grand Prix du festival de Cannes en 1961, a été réalisé selon son scénario. 

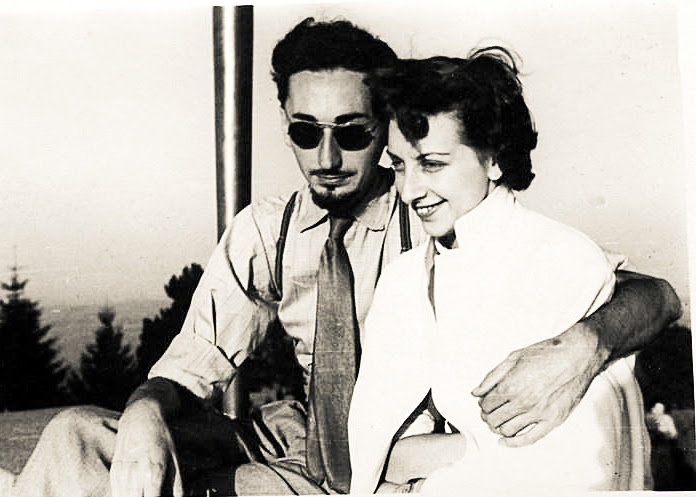
Borislav avec son épouse Ljiljana

Pekiċ est aussi l'auteur de 30 pièces dramatiques pour le théâtre, la radio et la télévision qui sont diffusées sur les chaînes nationales et internationales et jouées au théâtre. Parmi les meilleures en compte: Généraux ou la Parenté selon les armes (prix de la meilleure comédie de l'année au Festival de théâtre de Sterija en 1972), 186 marches (Grand prix de radio Zagreb en 1982), Comment amuser Monsieur Martin (Grand prix du festival d'Ohrid et Varna en 1990).
En 1968 l'épouse de Borislav, Ljiljana, se voit proposer un poste dans le service d'architecture de la mairie de Brent, en Angleterre. Les Pekiċ décident alors de quitter la Yougoslavie mais le passeport de Borislav est confisqué par la police. Ljiljana part donc seule en Angleterre. Pekiċ pourra la rejoindre en 1971, à la suite de la parution d'articles dans la presse allemande dénonçant la situation qui lui est faite et grâce aussi à l'attribution du prix de l'hebdomadaire NIN pour son roman Le pèlerinage d'Arsenije Njegovan. Mais pendant quelques années, à titre de rétorsion, tous les éditeurs yougoslaves rompent leurs contrats avec lui et ses livres ne sont plus publiés dans son propre pays. Pekiċ reste donc 20 ans à Londres où il travaille en tant que commentateur dans la section yougoslave (serbo-croate) de la BBC.
À côté de la littérature, Pekiċ avait une deuxième passion: la politique. Elle lui avait valu cinq années de prison entre 1948 et 1953 puis, indirectement, l'exil de 1971 à 1990. Il y revient au début des années 1990 en tant que fondateur, vice-président et membre du Conseil général du Parti Démocratique. À partir de 1990 il est également membre de la rédaction de la revue Demokratija, dans laquelle il publie de nombreux articles et commentaires. Profondément attaché à la démocratie, il considère, comme Churchill, que ce système politique est "le moins mauvais de tous". Il croit en une démocratie dirigée par la raison, l'opinion publique et les électeurs. 

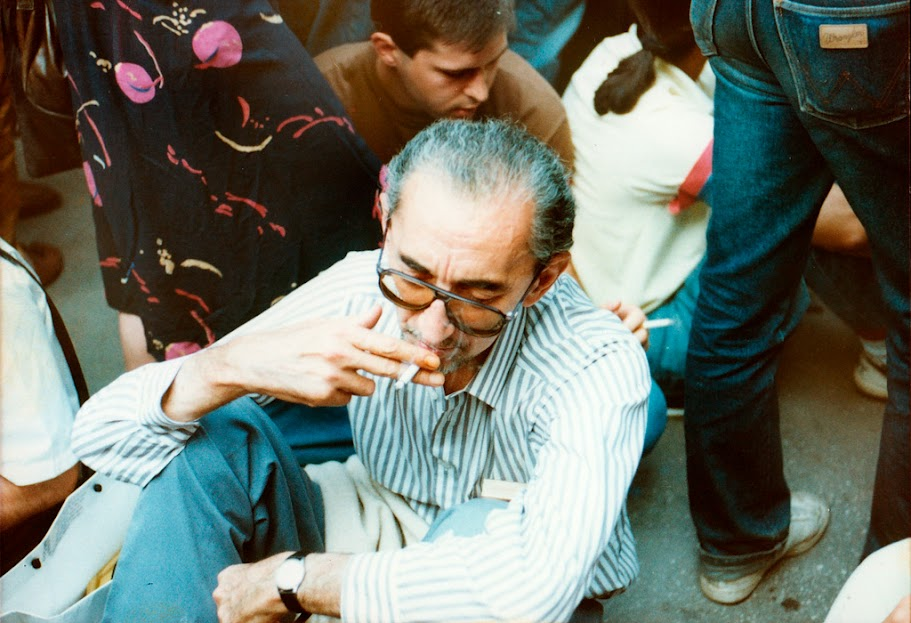
9 mars 1991, Borislav Pekić participe aux manifestations contre le règime de Slobodan Milošević

Membre du Conseil d'administration de la famille royale serbe, il a reçu post mortem la Médaille de l'Aigle Blanc du premier ordre.
Pekiċ était membre et vice-président du Pen club serbe (1977), membre du Pen club britannique et de l'Association des écrivains de Serbie.

## Œuvre
Borislav Pekiċ a connu beaucoup de succès dans tous les genres littéraires. Il est l'auteur de 12 romans, de nombreux essais, nouvelles, récits, scénarios et pièces de théâtre. Son œuvre a été traduite dans de nombreuses langues.

### Romans et nouvelles
- 1965 - Le temps du miracle, recueil dont l'un des récits, Le miracle de Vitanija, sert de scénario au film Le temps des miracles de Goran Paskaljeviċ.
- 1970 - Le pèlerinage d'Arsenije Njegovan, roman-chronique, prix de NIN du meilleur roman de l'année.
- 1975 - L'ascension et la chute d'Icare Gubelkian, nouvelle.
- 1977 - Plaidoyer du gardien de plage, nouvelle d'après laquelle Rajko Grliċ réalise le film Le paradis diabolique, en 1988, Comment apaiser un vampire, nouvelle.
- 1983 - La rage, roman.
- 1984 - 1999, roman anthropologique, et Les œuvres sélectionnées
- 1988 - Atlantide, roman en deux volumes.
- 1989 - Nouvelle Jérusalem, recueil de récits gothiques.

### Autobiographie
- Les années que les sauterelles ont mangées (volume I en 1987, volume II en 1989, volume III en 1991).

### Essais
- 1987 - Lettres de l'étranger
- 1989 - Nouvelles lettres de l'étranger
- 1991 - Dernières lettres de l'étranger

Parmi les ouvrages publiés post mortem par son épouse Ljiljana :
- 1992 - L'histoire sentimentale de l'Empire britannique
- 1993 - Le temps des mots; Repos de l'histoire, essais politiques
- 1995 - Les bâtisseurs
- 1996 - La naissance de l'Atlantide; Pris par la bande, notes de journal et réflexions 1954- 1983
- 1997 - En quête de la Toison d'or, énorme saga en 7 volumes, écrite de 1978 à 1986, histoire d'une famille aroumaine sur plus de cinq siècles.

### Articles
Sous les pseudonymes d'Adam Petroviċ, Borislav Petroviċ et Dimitrije Petroviċ, Pekiċ commence à publier dans les revues Vidici et Vreme. Il rédige ensuite de nombreux articles pour des quotidiens, des hebdomadaires et des revues, notamment la revue Književne novinedont il est membre de l'équipe de rédaction de 1966 à 1969.

#### Traduits en français
- L'ascension et la chute d'Icare Gubelkian, traduit par Mireille Robin, Lausanne: l'Âge d'homme, 1992.
- Le temps du miracle, traduit par Mireille Robin, Paris: le Serpent à plumes, 1996.
- La toison d'or. Premiere registre, traduit par Mireille Robin, postface Nicolas Trifon., Marseille: Agone, 2001
- Les spéculations de Kyr-Siméon. Deuxième registre de la toison d'or, traduit par Mireille Robin, Marseille: Agone, 2003.
- Les profits de Kyr-Siméon. Troisième registre de la toison d'or, traduit par Mireille Robin, Marseille: Agone, 2004.
- L'homme qui mangeait la mort, traduit par Mireille Robin, Marseille: Agone, 2005.

## Personnalité
" Borislav Pekiċ. Personnage insolite sous tous ses aspects: par sa vie, son œuvre, son apparence. Au-dessus des épaules un peu voutées d'un homme grand et fin, une tête pointue et ascétique. Le regard sévère sous des lunettes de forte dioptrie, qui voit plus qu'il n'observe, qui s'illumine rarement d'un bref sourire. Le pas doux et long, de longues jambes et une très belle main qui s'agite... Il parle peu, toujours d'une phrase prompte et courte, lui, l'écrivain de la plus longue phrase de la littérature serbe... Orgueilleux, presque aristocratiquement arrogant. Commet rarement des erreurs, pardonne encore plus difficilement celles des autres et les siennes..." (Borislav Mihajloviċ Mihiz).

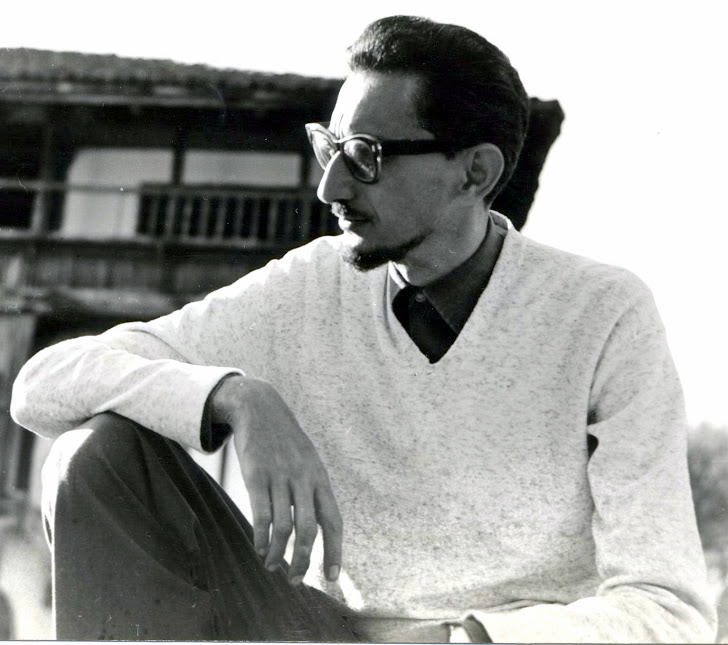
Borislav Pekić

" Au lycée, j'ai lu tout un tas de choses, je tenais mon livre ainsi que mon esprit sous la table, ma tête au-dessus, à la disposition de mes professeurs, lesquels osaient rarement me poser des questions. Pour des raisons de dignité, la leur et la mienne." (Borislav Pekiċ).
Autrefois, je rêvais d'être chercheur (de contrées inexplorées), découvreur de mystères (indéfinis), scientifique, voyageur astral, archéologue... Je suis devenu écrivain le jour où j'ai compris que je n'avais, pour tous ces projets, les conditions ni mentales, ni physiques, ni même sociales. Mais j'en ai encore la nostalgie aujourd'hui. De tous ces rêves il reste, indéniablement, un monde imaginaire où je me penche sur les Argonautes terrestres, ces chasseurs de la Toison d'or d'ici-bas; parmi eux, comme on pouvait s'y attendre, ont remporté le plus de succès les marchands et les propriétaires - au sens littéral comme au sens figuré, c'est-à-dire qu'il faut y inclure ceux qui détiennent un pouvoir sur les gens et les idées. (extrait d'une interview accordée à Bora Krivokapiċ)
"... Je ne commence jamais à écrire - qu'il s'agisse de sept volumes ou d'une seule nouvelle - tant que je n'en ai pas l'intégralité en tête. Une fois imaginée, je ne change jamais de composition, pas même un paragraphe. Tant que la composition absolue n'est pas atteinte, tant que je ne sais pas à la perfection la dernière phrase, je ne commence pas à écrire." (extrait d'une interview avec Zdenka Aċin, revue Les Ordinateurs, septembre 1990).